# Parafia św. Urszuli Ledóchowskiej w Złotej Pińczowskiej
Parafia Świętej Urszuli Ledóchowskiej – parafia rzymskokatolicka w Złotej Pińczowskiej (diecezja kielecka, dekanat wiślicki). Erygowana w 1989. Mieści się pod numerem 279. Duszpasterstwo w niej prowadzą księża diecezjalni.